# Kraftwerk Rummelsburg
Das Kraftwerk Rummelsburg wurde 1906–1907 als Kohlekraftwerk errichtet, in den Jahren 1925–1929 erweitert und 1966 stillgelegt. Die erhalten gebliebenen Teile des Gebäudes stehen inzwischen unter Denkmalschutz und werden regelmäßig als Filmkulisse und Veranstaltungsort genutzt.

## Lage
Das Kraftwerksgelände befindet sich östlich der Spree, nordöstlich der Spreeinsel Bullenbruch im Ortsteil Berlin-Oberschöneweide, direkt an der Grenze zum Ortsteil Berlin-Rummelsburg. Die eigentlichen Kraftwerksgebäude wurden an der Rummelsburger Landstraße 2–12 Ecke Einmündung Nalepastraße 2–8 errichtet.
Am Spreeufer besaß das Kraftwerk eine Entladeanlage für Kohle, zwischen Ladestelle und Kraftwerk befand sich ein großes Mineralöllager. Ein Anschluss zur Eisenbahn wurde vom Güterbahnhof Rummelsburg über die im Volksmund sogenannte Bullenbahn hergestellt.
Rund 600 m weiter nördlich wurde nach dem Ersten Weltkrieg das Kraftwerk Klingenberg gebaut, direkt im Süden schließt das Gelände des nach dem Zweiten Weltkrieg errichteten Funkhauses Nalepastraße an.

## Vorgeschichte und Bau bis 1917
Um 1900 entstand in Berlin mit zunehmender Nutzung der Elektrizität der Bedarf an weiteren Kraftwerken. Die ersten kleinen Anlagen wie die Centralstation Markgrafenstraße wurden ab 1885 noch in der Innenstadt nahe den Verbrauchern gebaut, weil die Stromübertragung mit Gleichstrom zu entfernungsabhängig stark ansteigenden Verlusten führte. Mit der Umstellung auf Wechselstrom und der Transformation auf höhere Spannungen war es möglich, größere Kraftwerke bevorzugt am Stadtrand an verkehrsgünstigen Standorten mit verfügbarem Kühlwasser und mit Entlademöglichkeiten für Kohle zu errichten. Hierzu gehören unter anderem das 1897 in Betrieb gegangene Kraftwerk Oberspree in der Wilhelminenhofstraße 76 (das erste Drehstromkraftwerk Deutschlands) sowie das 1900 eröffnete Kraftwerk Moabit am Friedrich-Krause-Ufer. Beide Kraftwerke waren zunächst noch mit Kolbendampfmaschinen ausgestattet.
Das Kraftwerk Rummelsburg wurde 1906 vom Architekten A. Dorow im Auftrag der Berliner Elektrizitäts-Werke (BEW) entworfen. In der Mitte befand sich das Maschinenhaus für die Turbinen und Generatoren mit der dominierenden Giebelwand. Nach Osten schloss sich das Betriebsgebäude an. Im Westen war das Kesselhaus angeordnet, das nicht mehr erhalten ist. Der Baubeginn erfolgte im Sommer 1906, die Inbetriebnahme der ersten Ausbaustufe im November 1907. Das Kraftwerk verfügte sofort über Dampfturbinen. 1917 wurde der vierte Bauabschnitt fertiggestellt. Das Kraftwerk besaß nun acht Kessel und vier Schornsteine mit einer Höhe von 80 m, die sogar die Siegessäule mit nur 60 m Höhe überragten.

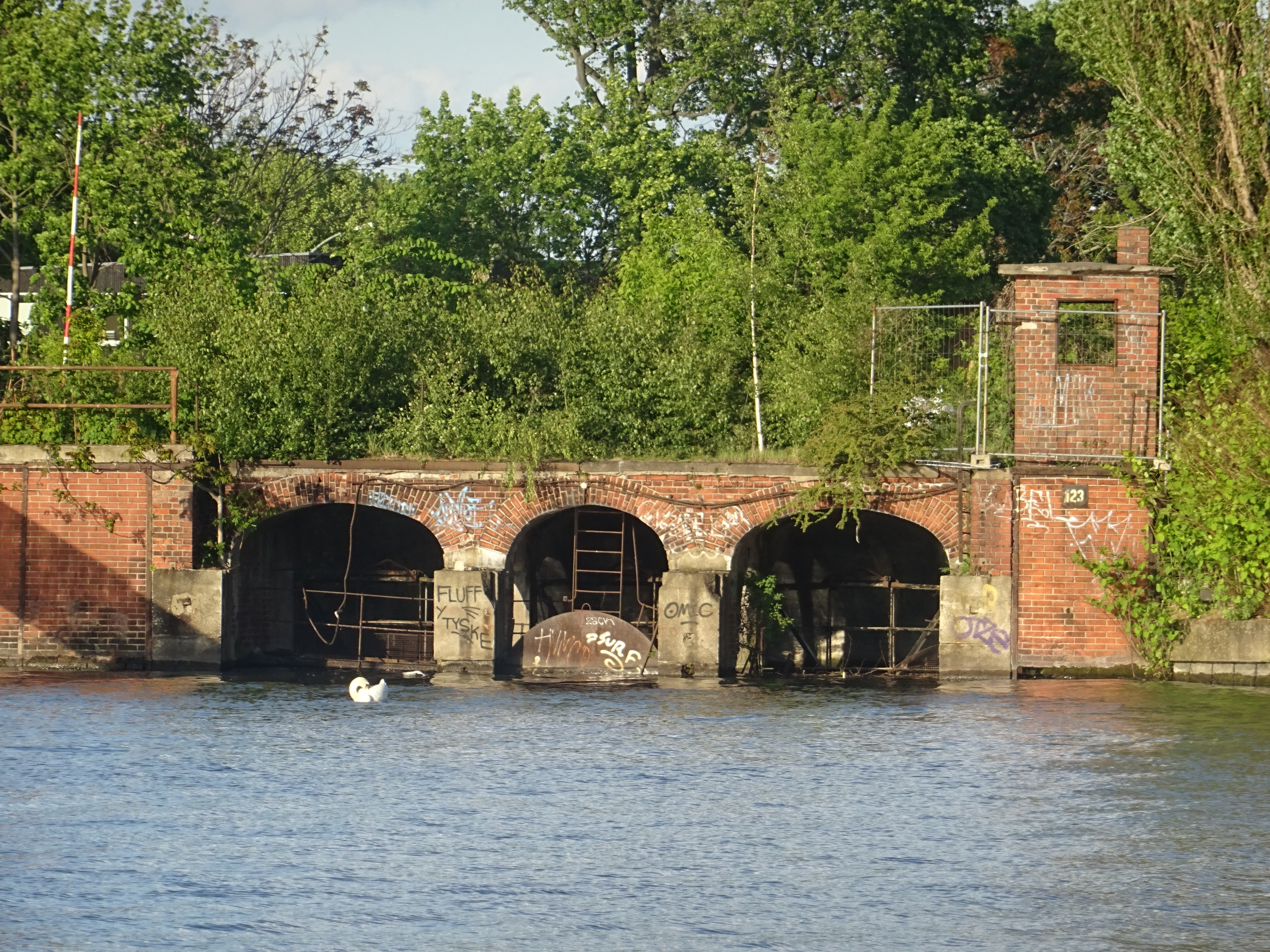
Erhalten gebliebenes Mündungsportal des Kühlwassertunnels, 2020

Die Versorgung des Kraftwerks mit Steinkohle aus dem Oberschlesischen Industriegebiet erfolgte vorrangig vom Spreeufer. Mit der Oder und dem 1897 verbreiterten Oder-Spree-Kanal stand hierzu ein direkter Wasserweg zur Verfügung. Da sich aber zwischen der Spree und den Kraftwerksgebäuden das ausgedehnte Mineralöllager der Deutschen Petrol KG befand, konnte kein Stichkanal bis zum Kesselhaus angelegt werden. Deshalb wurde 1908 eine Kohlenförderanlage von der Leipziger Firma Adolf Bleichert & Co. gebaut, die den Brennstoff von der Entladestelle am Ufer und den Lagerplätzen über Seilbahnen ins Kesselhaus transportierte. Aus dem gleichen Grund musste ein unterirdischer Zu- und Ablaufkanal für Kühlwasser gebaut werden.

## Exkurs Versorgung des Aluminiumwerkes im Ersten Weltkrieg

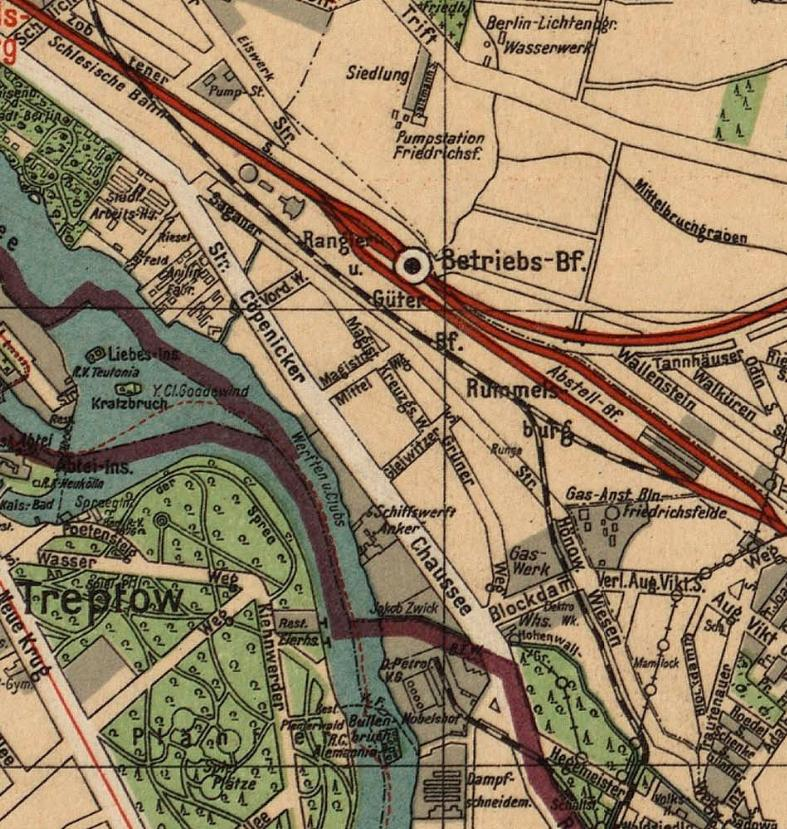
Silva-Karte 1925, Industriegebiet Berlin-Rummelsburg. Das Kraftwerk befindet sich südlich der Bezirksgrenze (dicke rote Linie) östlich der Spree.

Um den im Ersten Weltkrieg stark gestiegenen Aluminiumbedarf für den Bau von Flugzeugen und Luftschiffen zu decken, wurde rund 600 m nördlich des Kraftwerks am Eingang zur Rummelsburger Bucht ein Aluminiumwerk eingerichtet. Da Deutschland kriegsbedingt massive Einschränkungen beim Rohstoffimport hinnehmen musste und das bislang bevorzugt aus Südfrankreich bezogene Bauxit nicht mehr verfügbar war, wurde nun auf den Rohstoff Ton zurückgegriffen, der aber einen nur sehr geringen Aluminiumertrag liefert. Das Aluminiumwerk wurde mit anderen Fabriken zum reichseigenen Unternehmen Vereinigte Aluminium-Werke (VAW) zusammengefasst.
Die Stromversorgung des Aluminiumwerkes für die Elektrolyse erfolgte zunächst durch das benachbarte Kraftwerk Rummelsburg. Da der Strombedarf während des Krieges weiter anwuchs, wurden weitere Kraftwerke erforderlich, die nun direkt an den Förderstätten der Energieträger gebaut wurden. So wurden die bereits vor Kriegsbeginn entstandenen Pläne umgesetzt, in der Nähe des mitteldeutschen Braunkohlen-Tagebaugebietes Golpa-Jeßnitz (nordöstlich von Bitterfeld) das Kraftwerk Zschornewitz zu errichten.
Um den Strom vom Kraftwerk Zschornewitz nach Berlin zu führen, wurde mit der Golpa-Leitung eine überregionale 110 kV Hochspannungsfreileitung von Zschornewitz nach Berlin gebaut, die im Juli 1918 in Betrieb genommen wurde. Die Leitung führte bis zu einem Verzweigungspunkt an der Rummelsburger Chaussee. Ein Zweig wurde zu einem am Kraftwerk Rummelsburg befindlichen Umspannwerk geführt, um das Aluminiumwerk an der Rummelsburger Bucht zu versorgen.
Ein weiterer Zweig der Hochspannungsleitung führte weiter nach Norden zu einem Umspannwerk bei Friedrichsfelde. Diese Leitung wurde bis 1925 im Zuge der Ostseestraße, Bornholmer Straße und Seestraße zum Kraftwerk Moabit verlängert, um einen Netzverbund der Berliner Kraftwerke herzustellen.
Nach dem Ersten Weltkrieg ging der Aluminiumbedarf durch die Auflagen der alliierten Siegermächte (Verbot des Baues von Flugzeugen und Luftschiffen) drastisch zurück. Das sehr unwirtschaftlich arbeitende Rummelsburger Aluminiumwerk wurde geschlossen. Die Baulichkeiten wurden mit Vertrag vom September 1919 an den Unternehmer Jakob Zwick aus Neustadt an der Haardt zum Abbruch verkauft. Auf dem freigeräumten Standort wurde in den 1920er Jahren das neue Kraftwerk Klingenberg errichtet.

## Weiterer Ausbau nach dem Ersten Weltkrieg

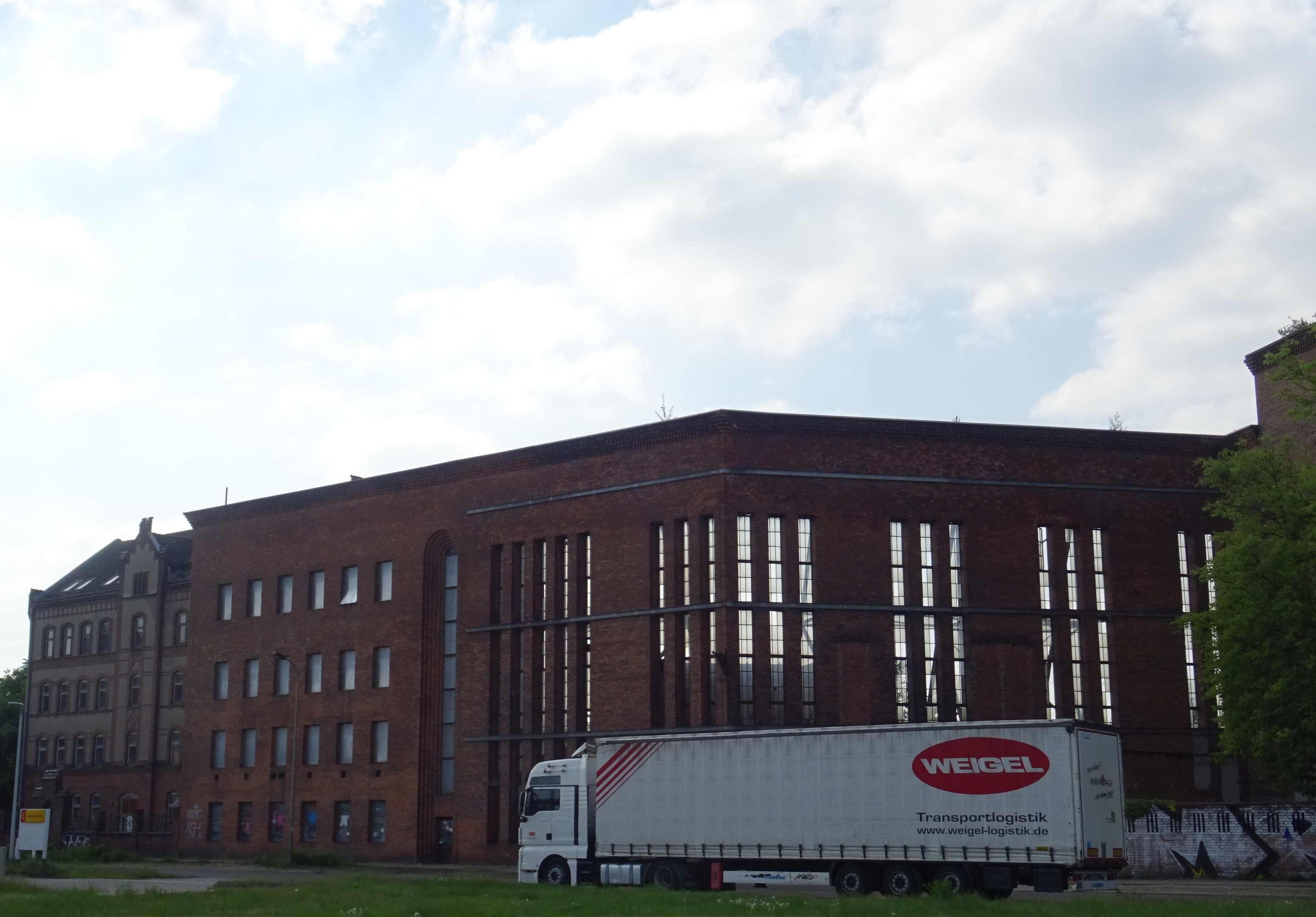
Südliche Erweiterungsbauten von Müller in der Nalepastraße von 1925–1929, Foto: 2018

In den Jahren 1925–1929 wurden das Maschinen- und das Kesselhaus in zwei Bauabschnitten durch Hans Heinrich Müller, den Leiter der Bewag-Bauabteilung, und Felix Thümen in der für Müller typischen expressiven Formensprache in die Nalepastraße hinein erweitert.

## Nutzung nach dem Zweiten Weltkrieg
Da das Kraftwerk Rummelsburg im Zweiten Weltkrieg kaum beschädigt wurde, konnte es nach kleineren Reparaturen als erstes Kraftwerk Berlins wieder Strom liefern. Die Stilllegung des Kraftwerks erfolgte nach rund 50 Jahren Nutzungsdauer im Jahr 1966 bzw. 1967.
Der architektonische Wert des Gebäudeensembles wurde um 1987 wiederentdeckt, im Jahr 1994 wurde es unter Denkmalschutz gestellt. In den Jahren 2000/2001 erfolgte der Abriss einsturzgefährdeter Gebäudeteile, insbesondere des Kesselhauses wegen Ermüdung des Tragwerks.

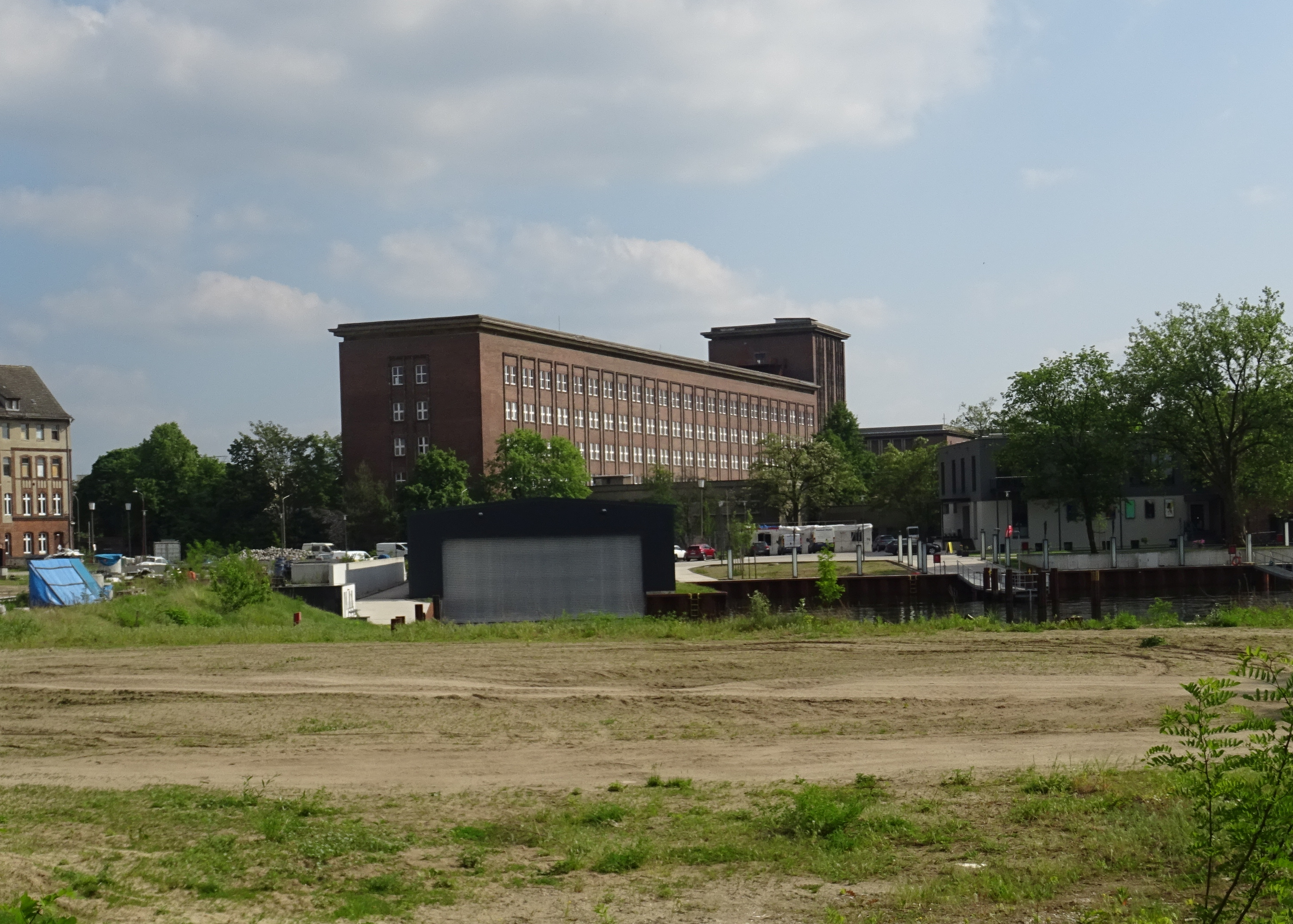
Blick vom Kraftwerksgelände über den 2012 entstandenen Hafen auf das Funkhaus Nalepastraße, 2018

Die imposante Halle des Maschinenhauses wurde regelmäßig als Filmkulisse sowie für Veranstaltungen und Teamevents genutzt. Durch das Büro meilenstein architekten wurde 2012 ein Konzept zur Bestandssicherung und langfristigen Nutzung des Maschinenhauses als Eventlocation erarbeitet.
Nach dem Verkauf durch Vattenfall und dem Erwerb der erhaltenen Gebäudeteile durch den neuen Betreiber des Funkhauses Berlin Nalepastraße im Jahr 2018 sollen im alten Kraftwerk weitere Veranstaltungen stattfinden.
Der Boden des direkt an das Kraftwerksgelände angrenzende Mineralöllagers wurde über die Jahrzehnte stark mit Schadstoffen kontaminiert. 1967 wurden die ersten Hochtanks abgerissen, bis 1983 die restlichen Tanks. Im Jahr 2009 erwarb die Reederei Riedel das Grundstück, die hier nach einer Bodensanierung den 2012 in Betrieb genommenen Hafen Rummelsburg als Heimathafen ihrer Flotte baute.